# ザン・コルマニッチ
- ジャン・コルマニッチ

ザン・コルマニッチ（Žan Kolmanič, 2000年3月3日 - ）は、スロベニア・ムルスカ・ソボタ出身のサッカー選手。メジャーリーグサッカー・オースティンFC所属。ポジションはDF。

## クラブ経歴
5歳の時に地元のクラブチームのユースアカデミーに入所。その後あらゆるチームを渡り歩き、2014年にNKマリボルと契約。2017年にトップチームに昇格し、8月19日のNKクルシュコ戦でプロデビュー。翌2018-19シーズンは国内リーグ1.SNL優勝を経験した。
2021年3月3日、同年シーズンよりMLSに参入したオースティンFCに、1年間のローン移籍で加入したことが発表された。

## 代表歴
プロデビュー前の2015年から、各ユース世代のスロベニア代表に随時招集され、2021年にはU-21代表でUEFA U-21欧州選手権2021に出場した。